# A.J.コール
アンドリュー・ジョーダン・コール（Andrew Jordan Cole, 1992年1月5日 - ）は、アメリカ合衆国フロリダ州セミノール郡ウィンタースプリングス出身のプロ野球選手（投手）。右投右打。
東京ヤクルトスワローズでの登録表記は、イニシャルをそのまま音写したエイジェイ・コール。

## 経歴

### プロ入りとナショナルズ傘下時代
2010年のMLBドラフト4巡目（全体116位）でワシントン・ナショナルズから指名され、8月15日に契約。契約後、傘下のA-級バーモント・レイクモンスターズでプロデビューし、1試合に登板した。
2011年はA級ヘイガーズタウン・サンズでプレーし、20試合（先発18試合）に登板して4勝7敗、防御率4.04、108奪三振を記録した。

### アスレチックス傘下時代
2011年12月22日にジオ・ゴンザレスとのトレードで、トム・ミローン、ブラッド・ピーコック、デレク・ノリスと共にオークランド・アスレチックスへ移籍した。
2012年は傘下のA+級ストックトン・ポーツで開幕を迎えたが、8試合の先発登板で0勝7敗、防御率7.82と結果を残せず、5月23日にA級バーリントン・ビーズへ降格。A級バーリントンでは19試合に先発登板して6勝3敗、防御率2.07、102奪三振を記録した。

### ナショナルズ時代

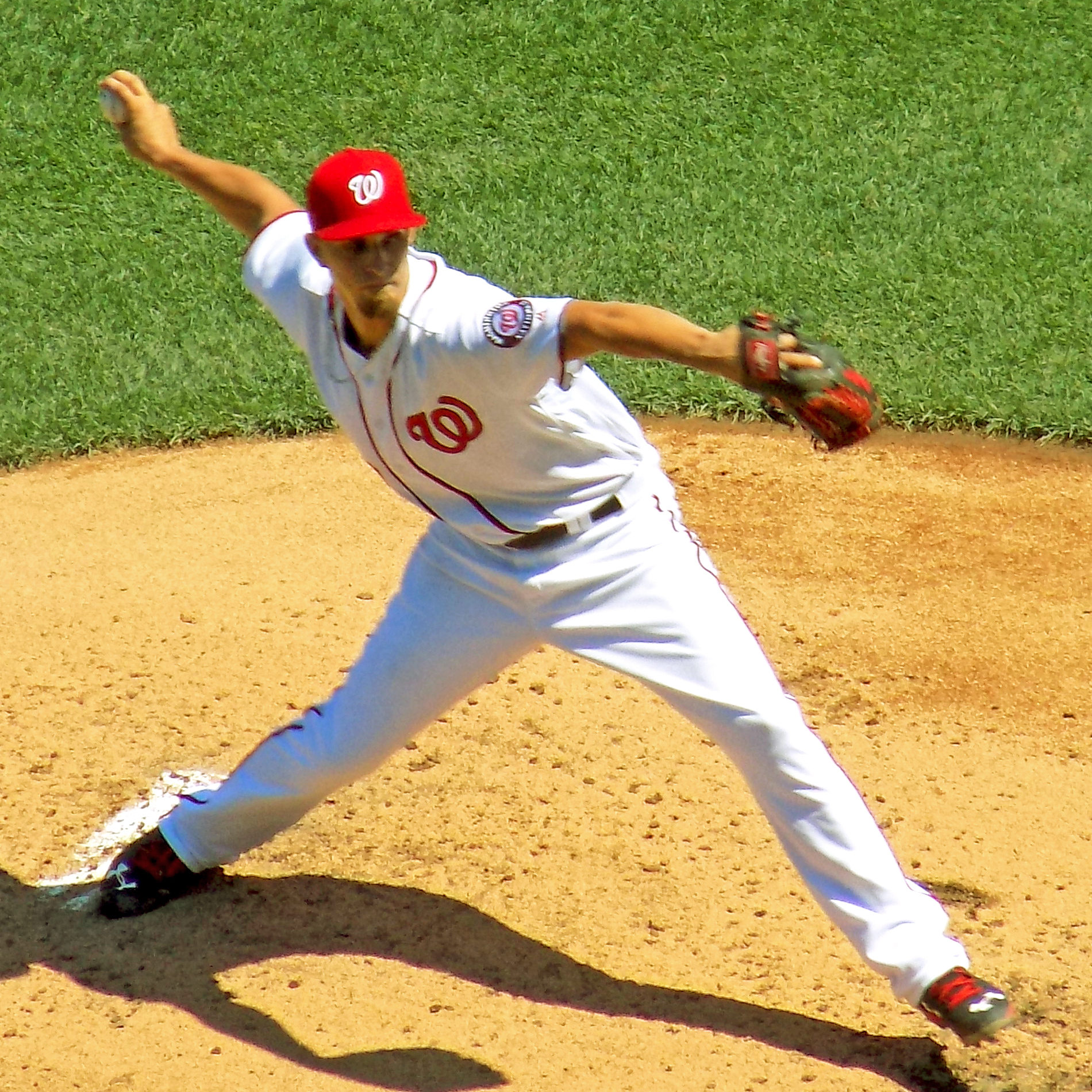
ワシントン・ナショナルズ時代
（2016年8月27日）

2013年1月15日にアスレチックス、ナショナルズ、シアトル・マリナーズ間の三角トレードで、ナショナルズに復帰した。A+級ポトマック・ナショナルズで開幕を迎え、18試合に先発登板して6勝3敗、防御率4.25、102奪三振を記録した。7月23日にAA級ハリスバーグ・セネターズへ昇格すると、7試合に先発登板して4勝2敗、防御率2.18、49奪三振を記録した。
2014年はメジャーのスプリングトレーニングに参加し、オープン戦は3試合の登板で、6.2回を5安打無失点に抑えた。シーズンはAA級ハリスバーグで開幕を迎え、14試合に先発登板。1完封を含む6勝（3敗）、防御率2.92の成績で、6月27日にAAA級シラキュース・チーフスへ昇格。AAA級シラキュースでは11試合に先発登板して7勝0敗、防御率3.43、50奪三振を記録した。オフの11月20日にナショナルズとメジャー契約を結び、40人枠入りを果たした。
2015年3月18日にAAA級シラキュースへ配属され、そのまま開幕を迎えた。3試合に登板後、4月28日にメジャーへ昇格。同日のアトランタ・ブレーブス戦で先発起用されメジャーデビュー。しかし、2回を9安打9失点（自責点4）と打ち込まれ、翌29日にAAA級シラキュースへ降格した。5月15日にダグ・フィスターが故障者リスト入りしたため再昇格。同日のサンディエゴ・パドレス戦で10点リードの7回裏から登板し、3回を1安打無失点に抑え、初セーブを記録した。再昇格後はリリーフとして2試合に登板したが、5月24日にAAA級シラキュースへ降格した。9月3日に再昇格したものの、登板機会はなかった。この年メジャーでは3試合に登板して0勝0敗1セーブ、防御率5.79、9奪三振を記録した。
2016年は8月22日以降、先発登板する機会を与えられ、8試合に先発登板した。1勝2敗、防御率5.17・WHIP1.33と打ち込まれ傾向だったが、38.1イニングで39三振を奪う三振奪取能力を見せた。マイナー（AAA級シラキュース）では、22試合に先発登板して8勝8敗、防御率4.26、WHIP1.33を記録した。
2017年は11試合（先発8試合）に登板して3勝5敗、防御率3.81、44奪三振を記録した。
2018年4月20日にDFAとなった。

### ヤンキース時代
2018年4月24日に金銭トレードで、ニューヨーク・ヤンキースへ移籍した。4月28日のロサンゼルス・エンゼルス戦でヤンキースで初めて登板した。レギュラーシーズンでは、リリーフとしてヤンキースのブルペンの一角をなした。ヤンキースのみの成績は28試合の登板で防御率4.26だった。
2019年1月4日にDFAとなった。

### インディアンス時代

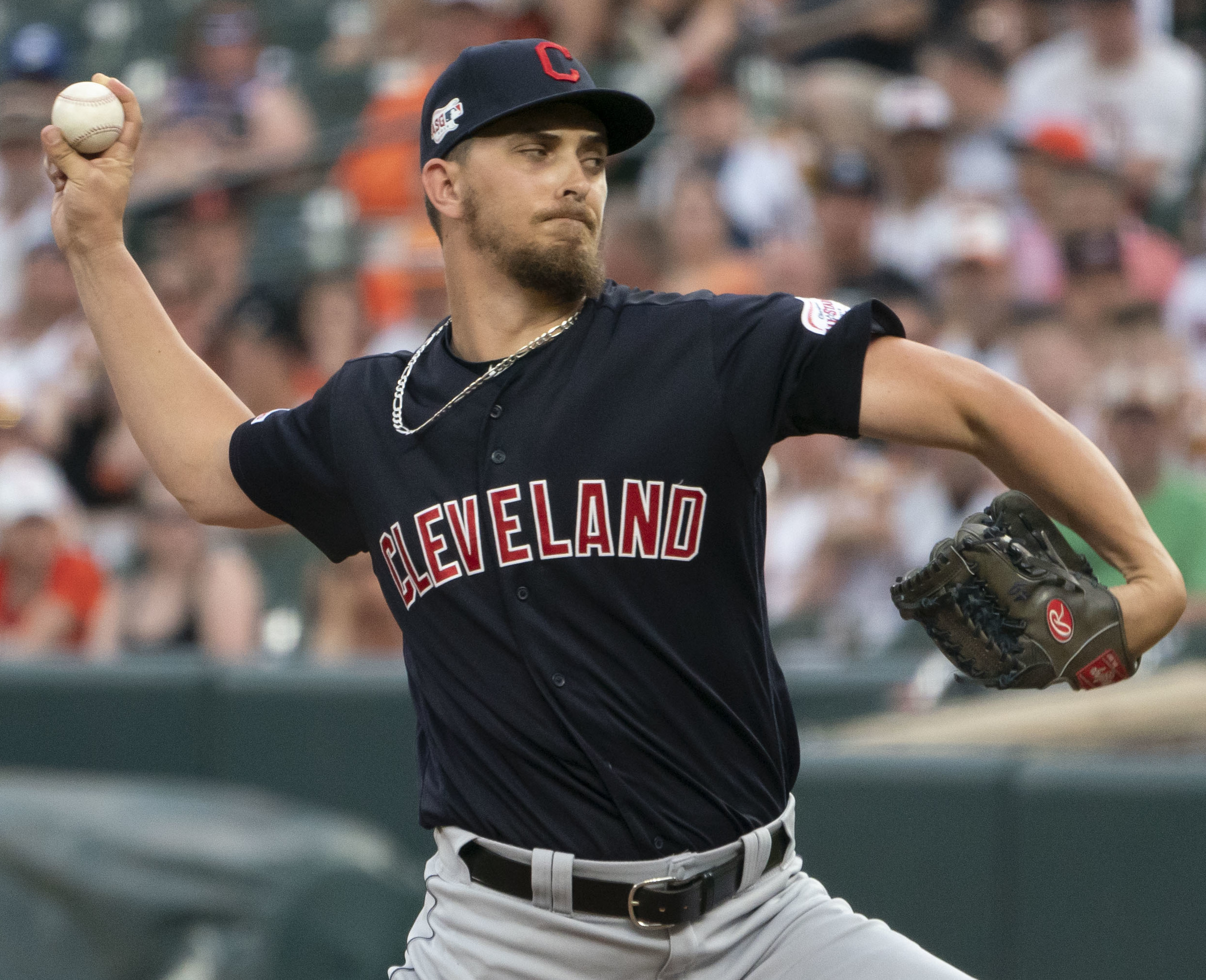
インディアンス時代
（2019年6月29日）

2019年1月11日にウェイバー公示を経てクリーブランド・インディアンスへ移籍した。2月4日にニック・ウィットグレンの加入に伴ってDFAとなり、11日にマイナー契約で傘下のAAA級コロンバス・クリッパーズへ配属された。5月11日にメジャー契約を結んでアクティブ・ロースター入りした。この年は25試合に登板して3勝1敗1セーブ、防御率3.81、30奪三振を記録した。オフの11月4日にマイナー契約でAAA級コロンバスへ配属され、同日中にFAとなった。

### ブルージェイズ時代
2019年11月25日にトロント・ブルージェイズとマイナー契約を結び、2020年のスプリングトレーニングに招待選手として参加することになった。
2020年7月23日にメジャー契約を結んで40人枠入りした。オフの12月2日にノンテンダーFAとなった。
2021年1月12日にマイナー契約で再契約を結び、スプリングトレーニングに招待選手として参加することになった。5月8日にメジャー契約を結んでアクティブ・ロースター入りした。レギュラーシーズン終了後の10月5日にFAとなった。

### ヤクルト時代
2021年12月7日にNPBの東京ヤクルトスワローズと契約を締結した。
2022年4月22日に来日初登板するも、1回を投げ4失点を喫した。それでも、その後も中継ぎとして登板を重ね、最終的に34試合の登板で2勝0敗6ホールド、防御率2.75の成績を残した。しかし、コンディション不良のため、8月16日に登録抹消され、9月24日にアメリカで再検査するために帰国した。中継ぎとして結果は残したが、チームは先発としての起用を期待していたため、翌年の再契約は成されず、シーズンオフの11月8日に自由契約となった。

### 独立リーグ時代
2023年4月28日にアトランティックリーグのハイポイント・ロッカーズと契約した。

## プレースタイル
大柄な体から小気味よく曲がる多彩な変化球を投げる。球種は、最速97.5mph（約156.9km/h）、平均151km/hを計測する速球(ストレート、シンカー)のほか、カーブ、スライダー、チェンジアップの3種の変化球を投げる。2019年からシンカーを投げなくなり、2020年からは代わりにカットボールを投げるようになった。

## 詳細情報

### 年度別投手成績
| 年 度    | 球 団    | 登 板 | 先 発 | 完 投 | 完 封 | 無 四 球 | 勝 利 | 敗 戦 | セ 丨 ブ | ホ 丨 ル ド | 勝 率 | 打 者 | 投 球 回 | 被 安 打 | 被 本 塁 打 | 与 四 球 | 敬 遠 | 与 死 球 | 奪 三 振 | 暴 投 | ボ 丨 ク | 失 点 | 自 責 点 | 防 御 率 | W H I P |
| -------- | -------- | ----- | ----- | ----- | ----- | -------- | ----- | ----- | -------- | ----------- | ----- | ----- | -------- | -------- | ----------- | -------- | ----- | -------- | -------- | ----- | -------- | ----- | -------- | -------- | ------- |
| 2015     | WSH      | 3     | 1     | 0     | 0     | 0        | 0     | 0     | 1        | 0           | ----  | 44    | 9.1      | 14       | 1           | 1        | 1     | 0        | 9        | 1     | 0        | 11    | 6        | 5.79     | 1.61    |
| 2016     | WSH      | 8     | 8     | 0     | 0     | 0        | 1     | 2     | 0        | 0           | .333  | 168   | 38.1     | 37       | 7           | 14       | 1     | 2        | 39       | 1     | 0        | 24    | 22       | 5.17     | 1.33    |
| 2017     | WSH      | 11    | 8     | 0     | 0     | 0        | 3     | 5     | 0        | 0           | .375  | 229   | 52.0     | 51       | 8           | 27       | 0     | 3        | 44       | 2     | 1        | 23    | 22       | 3.81     | 1.50    |
| 2018     | WSH      | 4     | 2     | 0     | 0     | 0        | 1     | 1     | 0        | 0           | .500  | 53    | 10.1     | 16       | 6           | 6        | 0     | 0        | 10       | 0     | 0        | 15    | 15       | 13.06    | 2.13    |
| 2018     | NYY      | 28    | 0     | 0     | 0     | 0        | 3     | 1     | 0        | 0           | .750  | 168   | 38.0     | 39       | 9           | 16       | 1     | 0        | 49       | 2     | 0        | 23    | 18       | 4.26     | 1.45    |
| '18計    | NYY      | 32    | 2     | 0     | 0     | 0        | 4     | 2     | 0        | 0           | .667  | 221   | 48.1     | 55       | 15          | 22       | 1     | 0        | 59       | 2     | 0        | 38    | 33       | 6.14     | 1.59    |
| 2019     | CLE      | 25    | 0     | 0     | 0     | 0        | 3     | 1     | 1        | 0           | .750  | 118   | 26.0     | 31       | 4           | 8        | 0     | 0        | 30       | 0     | 0        | 16    | 11       | 3.81     | 1.50    |
| 2020     | TOR      | 24    | 0     | 0     | 0     | 0        | 3     | 0     | 1        | 2           | 1.000 | 95    | 23.1     | 19       | 3           | 9        | 2     | 0        | 20       | 3     | 0        | 9     | 8        | 3.09     | 1.20    |
| 2021     | TOR      | 6     | 0     | 0     | 0     | 0        | 0     | 0     | 1        | 1           | ----  | 30    | 8.0      | 6        | 1           | 1        | 0     | 0        | 7        | 0     | 0        | 1     | 1        | 1.13     | 0.88    |
| 2022     | ヤクルト | 34    | 0     | 0     | 0     | 0        | 2     | 0     | 0        | 6           | 1.000 | 145   | 36.0     | 25       | 3           | 14       | 1     | 1        | 32       | 2     | 0        | 13    | 11       | 2.75     | 1.08    |
| MLB：7年 | MLB：7年 | 109   | 19    | 0     | 0     | 0        | 14    | 10    | 4        | 3           | .583  | 905   | 205.1    | 213      | 39          | 82       | 5     | 5        | 208      | 9     | 1        | 122   | 103      | 4.51     | 1.44    |
| NPB：1年 | NPB：1年 | 34    | 0     | 0     | 0     | 0        | 2     | 0     | 0        | 6           | 1.000 | 145   | 36.0     | 25       | 3           | 14       | 1     | 1        | 32       | 2     | 0        | 13    | 11       | 2.75     | 1.08    |

- 2022年度シーズン終了時

### 年度別守備成績
| 年 度 | 球 団    | 投手（P） | 投手（P） | 投手（P） | 投手（P） | 投手（P） | 投手（P） |
| 年 度 | 球 団    | 試 合     | 刺 殺     | 補 殺     | 失 策     | 併 殺     | 守 備 率  |
| ----- | -------- | --------- | --------- | --------- | --------- | --------- | --------- |
| 2015  | WSH      | 3         | 0         | 3         | 1         | 0         | .750      |
| 2016  | WSH      | 8         | 0         | 0         | 0         | 0         | ----      |
| 2017  | WSH      | 11        | 3         | 5         | 0         | 0         | 1.000     |
| 2018  | WSH      | 4         | 1         | 2         | 0         | 0         | 1.000     |
| 2018  | NYY      | 28        | 1         | 3         | 1         | 0         | .800      |
| '18計 | NYY      | 32        | 2         | 5         | 1         | 0         | .875      |
| 2019  | CLE      | 25        | 0         | 3         | 0         | 0         | 1.000     |
| 2020  | TOR      | 24        | 1         | 2         | 0         | 0         | 1.000     |
| 2021  | TOR      | 6         | 0         | 0         | 0         | 0         | ----      |
| 2022  | ヤクルト | 34        | 2         | 8         | 1         | 0         | .909      |
| MLB   | MLB      | 109       | 6         | 18        | 2         | 0         | .923      |
| NPB   | NPB      | 34        | 2         | 8         | 1         | 0         | .909      |

- 2022年度シーズン終了時

### 記録
MLB
- オールスター・フューチャーズゲーム選出：1回（2013年）

#### NPB
初記録
投手記録
- 初登板：2022年4月22日、対阪神タイガース4回戦（明治神宮野球場）、7回表に2番手で救援登板、1回4失点
- 初奪三振：同上、7回表に梅野隆太郎から空振り三振
- 初勝利：2022年5月14日、対広島東洋カープ5回戦（MAZDA Zoom-Zoom スタジアム広島）、7回裏に3番手で救援登板、1回無失点
- 初ホールド：2022年5月15日、対広島東洋カープ6回戦（MAZDA Zoom-Zoom スタジアム広島）、10回裏に7番手で救援登板、1回1/3無失点

### 背番号
- 69（2015年）
- 22（2016年 - 2018年途中）
- 67（2018年途中 - 同年終了）
- 34（2019年）
- 36（2020年 - 2021年）
- 63（2022年）